# Gårdgölen (Hjälmseryds socken, Småland)
Gårdgölen är en sjö i Sävsjö kommun i Småland och ingår i Lagans huvudavrinningsområde. Sjön är 6 meter djup, har en yta på 0,0465 kvadratkilometer och är belägen 227 meter över havet.